# Таллийсамарий
Таллийсамарий — бинарное неорганическое соединение, интерметаллид самария и таллия с формулой SmTl, кристаллы.

## Получение
- Сплавление стехиометрических количеств чистых веществ:

{\displaystyle {\mathsf {Sm+Tl\ {\xrightarrow {1220^{o}C}}\ SmTl}}}

## Физические свойства
Таллийсамарий образует кристаллы кубической сингонии, пространственная группа P m3m, параметры ячейки a = 0,3813 нм, Z = 1, структура типа хлорида цезия CsCl.
Соединение конгруэнтно плавится при температуре 1220 °C